# USS Samuel B. Roberts (FFG-58)
La USS Samuel B. Roberts (FFG-58) fue una fragata de la clase Oliver Hazard Perry de la Armada de los Estados Unidos que sirvió desde 1986 hasta 2015.

## Construcción
Fue construido por el Bath Iron Works de Bath, Maine. Tuvo su puesta de quilla el 21 de marzo de 1984, la botadura el 8 de diciembre de 1984 y la entrada al servicio el 12 de abril de 1986.

## Historial de servicio

### Choque contra una mina iraní
En 1988, durante la Operación Earnest Will (escolta de buques tanque kuwaitíes en la guerra Irak-Irán) sufrió graves averías producto de la explosión de una mina M-08 en el golfo Pérsico. Esta explosión formó un agujero de 5 m de diámetro en el casco y dejó heridos a varios tripulantes. Fue remolcada a Maine y luego sometida a reparaciones.
Su baja llegó el 22 de mayo de 2015.

## Nombre
Su nombre USS Samuel B. Roberts fue puesto en honor a un marino muerto en acción en 1942 durante la Segunda Guerra Mundial. Fue el tercer buque en llevar este nombre, luego del DD-413 y del DD-823.